# 新觀音隧道
新觀音隧道位於臺灣宜蘭縣南澳鄉境內，是臺鐵北迴線的一座隧道，貫穿中央山脈，全長共10,307.1公尺，為台灣最長的山岳鐵路隧道。

## 隧道說明
此隧道是北迴鐵路雙軌電氣化工程中，為了改善武塔－漢本間長達13.2公里單線區間所新鑿的隧道。北口位於武塔車站南方，南澳南溪南側，南口位於漢本車站北，全線雙軌電氣化。由於隧道很長，施工單位為了節省施工時間，除了南北兩邊開挖之外，並於中途設置北橫坑及南橫坑，所以全部一共有6個工作面以提昇施工效率。隧道於2001年8月貫通，並在2003年啟用。隧道內的軌道採用無道碴版式軌道，可容許列車以時速130公里高速通過，完工後大幅提升北迴線的行車效率。
與新觀音隧道平行的舊北迴線觀音隧道、鼓音隧道、谷風隧道及觀音號誌站，原本已經廢棄不用，保留給宜蘭縣政府做為蘇花公路救災用便道或是自行車道規劃，後來因蘇花公路改善計畫工程需要而成為工程專用的聯絡道。

## 外部連結
- 一、東部鐵路改善計畫(85.1.31~92.7) - 榮工人園地[永久]（繁體中文）